# Eratosthenes
Eratosthenes (født 276 f.Kr., død 194 f.Kr.) var en græsk astronom og matematiker, som bestemte Jordens omkreds ved måling af Solens højde i henholdsvis Alexandria og Syene på samme tidspunkt.
Han var leder af Biblioteket i Alexandria, ligesom han fandt en metode til at fastlægge primtallene, kaldet Eratosthenes' si.